# Albrecht Mann (Bauhistoriker)
Albrecht Mann (* 7. November 1925 in Dresden; † 5. Dezember 2003 in Aachen) war Professor für Baugeschichte an der RWTH Aachen.
Albrecht Mann wurde 1952 in Kunstgeschichte an der Freien Universität Berlin promoviert. Seit 1956 war er an der RWTH tätig. Hier wurde er am 9. Mai 1963 zum Privatdozent für Baugeschichte ernannt und am 29. Februar 1968 zum Wissenschaftlichen Rat und Professor befördert. Seit 1. Januar 1987 trug er den Titel eines Universitätsprofessors. Nach seiner Pensionierung am 1. März 1991 setzte er weiterhin seine Forschungen, Lehre und Prüfungen in Baugeschichte fort. 

## Schriften (Auswahl)
- Doppelchor und Stiftermemorie. Zum kunst- und kulturgeschichtlichen Problem der Westchöre. In: Westfälische Zeitschrift 111, 1961, S. 149–262.
- Die Neuromanik. Eine rheinische Komponente im Historismus des 19. Jahrhunderts. Greven, Köln 1966 (= Habilitationsschrift).
- mit Willy Weyres: Handbuch zur rheinischen Baukunst des 19. Jahrhunderts 1800 bis 1880. Greven, Köln, 1968.
- Vicus Aquensis. Der karolingische Ort Aachen. Aachen, 1984. PDF
- Gewachsen oder geplant. Zur Morphologie der mittelalterlichen Stadt und ihrer Vorgänger und Vorbilder. in: Baukunst des Mittelalters in Europa. Hans Erich Kubach zum 75. Geburtstag. Hrsg. von Franz J. Much. Stuttgart, 1988, S. 681–692.
- Aachens Geschichte und die Geschichten von „Odo von Metz“ und dem Karlsthron, von „Aquae Granni“ und dem „Grashaus“ neben anderen lokalhistorischen Legendenbeiträgen. In: Aachener Kunstblätter 61, 1995–97, S. 361–370.
- Die fünf romanischen Säulen vom Gartenhaus hinter dem Klostertor am Burtscheider Abteiplatz. In: Aachener Kunstblätter 61, 1995–97, S. 399–404.
- Unser Aachen heute. Aachens Architektur im Stilwandel des 20. Jahrhunderts. Helios, Aachen 1998, ISBN 3-925087-80-X.